# Kurt Volker

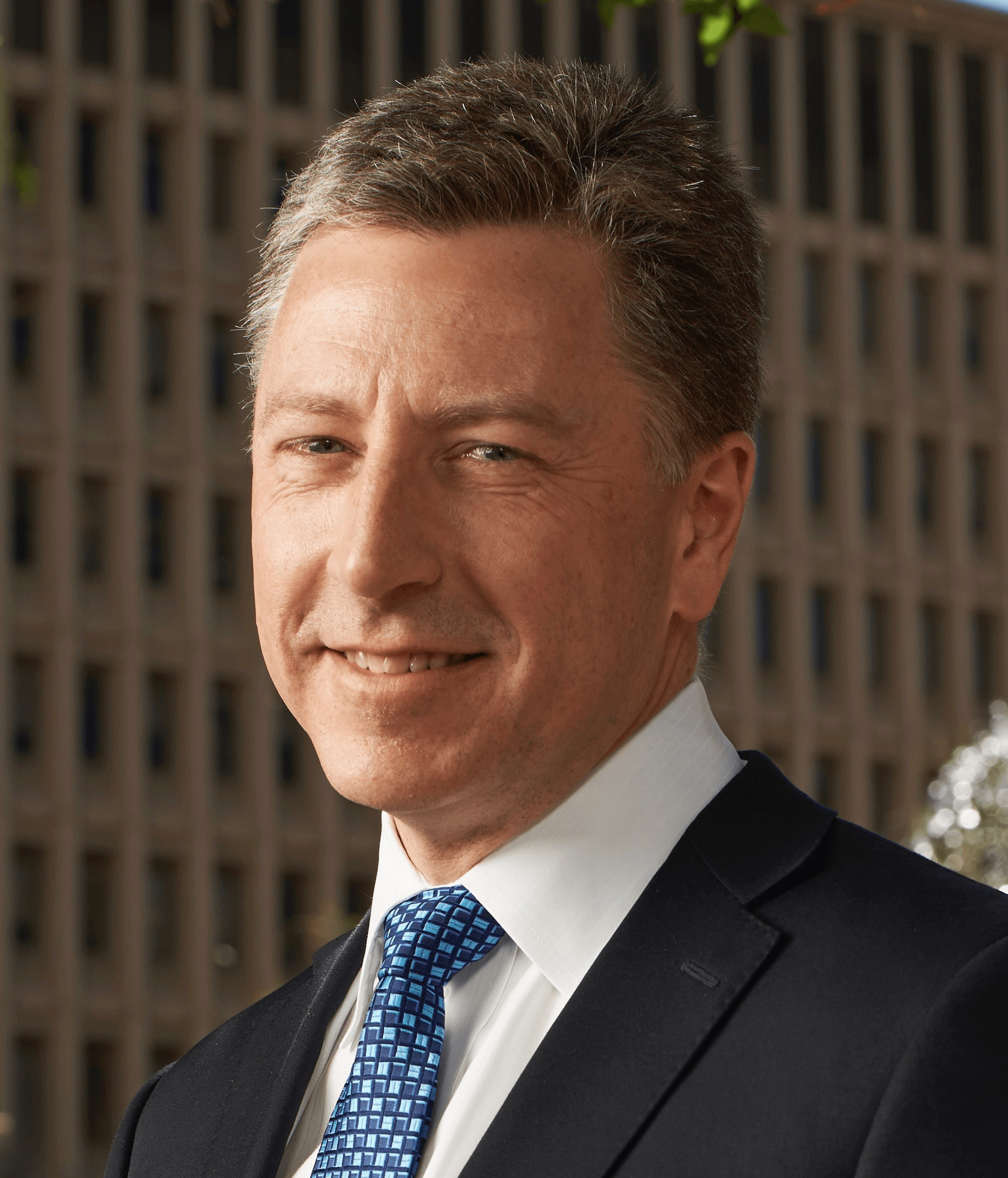
Kurt Volker

Kurt Douglas Volker (* 27. Dezember 1964 in Hatboro, Pennsylvania) ist ein US-amerikanischer Diplomat, der unter anderem zwischen 2008 und 2009 Ständiger Vertreter der Vereinigten Staaten bei der NATO sowie 2017 bis 2019 Sondergesandter für die Beziehungen zur Ukraine war.

## Leben

### Studium, Diplomat und Botschafter bei der NATO
Kurt Douglas Volker begann nach dem Schulbesuch ein grundständiges Studium an der Temple University, das er mit einem Bachelor of Arts (B.A.) beendete. Ein postgraduales Studium im Fach Internationale Beziehungen an der George Washington University schloss er mit einem Master of Arts (M.A. International Relations) ab. 1986 wurde er zunächst Mitarbeiter der Central Intelligence Agency (CIA), für die er bis 1988 als Analyst tätig war. 1988 trat er als Foreign Service Officer in den diplomatischen Dienst ein und war zunächst bis 1994 in der Zentrale des US-Außenministeriums tätig sowie Sonderassistent beim Botschaftsrat an der Botschaft im Vereinigten Königreich. Im Anschluss fungierte er zwischen 1994 und 1997 als stellvertretender Botschaftsrat für Politische Angelegenheiten an der Botschaft in Ungarn. Nachdem er von 1997 bis 1998 Mitarbeiter im Stab des republikanischen US-Senators aus Arizona John McCain war, war er Erster Sekretär an der Ständigen Vertretung bei der NATO in Brüssel und danach bis 2001 stellvertretender Direktor des Privatbüros des damaligen NATO-Generalsekretärs George Robertson.
Im Anschluss fungierte Volker zwischen 2001 und 2005 als Direktor für die NATO und Westeuropa im Nationalen Sicherheitsrat NSC (National Security Council) sowie von 2005 bis 2008 erster stellvertretender Leiter der Unterabteilung für Europa und Eurasien im Außenministerium (Principal Deputy Assistant Secretary of State for European and Eurasian Affairs). Am 2. Mai 2008 übernahm er als Nachfolger von Victoria Nuland als Ständiger Vertreter der Vereinigten Staaten bei der NATO ab und bekleidete diesen Posten bis zu seiner Ablösung durch Ivo Daalder am 13. Mai 2009. Nachdem er aus dem Regierungsdienst ausgeschieden war, war er Mitglied der Strategischen Beratungsgruppe des Atlantic Council und Fellow des Zentrums für Transatlantische Beziehungen (Center for Transatlantic Relations) der Paul H. Nitze School of Advanced International Studies. 2011 übernahm er den Posten als Geschäftsführender Direktor für Internationales der BGR Group.

### Sondergesandter, Ukraine-Affäre und Amtsenthebungsverfahren gegen Donald Trump

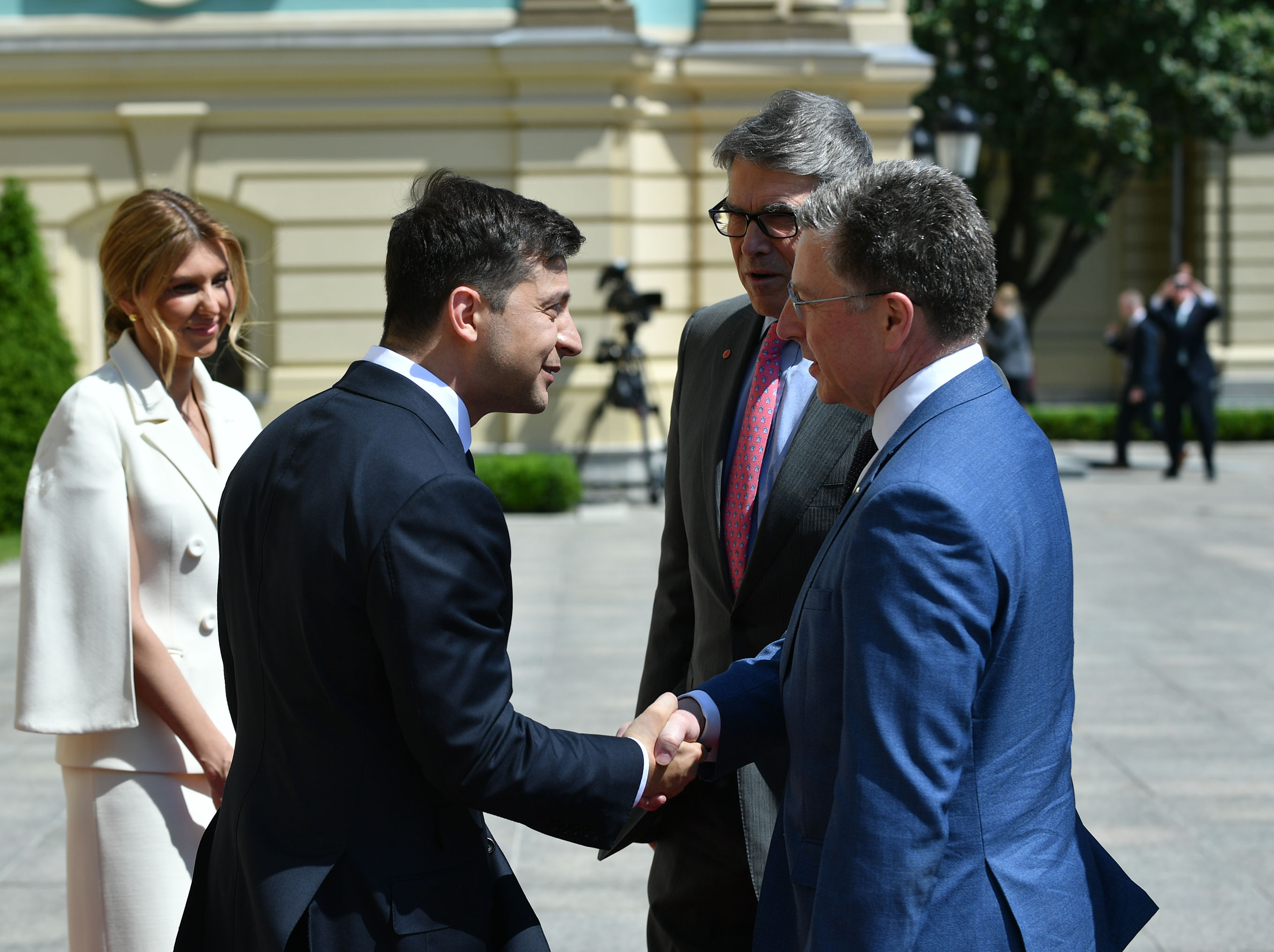
Volker (rechts) mit Energieminister Rick Perry bei der Amtseinführung des neugewählten ukrainischen Präsidenten Wolodymyr Selenskyj (links)

Am 7. Juli 2017 wurde Kurt Volker von US-Präsident Donald Trump zum Sondergesandten für die Beziehungen zur Ukraine. Im Zuge der Ukraine-Affäre, die zum Amtsenthebungsverfahren gegen Donald Trump führte, trat er am 27. September 2019 als Sondergesandter zurück. Er reiste im Mai 2019 zur Amtseinführung des neugewählten ukrainischen Präsidenten Wolodymyr Selenskyj nach Kiew. Zur Delegation gehörten auch der Energieminister Rick Perry und Gordon Sondland, der Botschafter der Vereinigten Staaten bei der Europäischen Union.
Im Amtsenthebungsverfahren gegen Donald Trump sagte er am 3. Oktober in einer mehr als achtstündigen Anhörung aus. Er beschrieb Giuliani als die treibende Kraft hinter den Bemühungen, die Ukraine zu einer Ermittlung gegen die Bidens zu bewegen, und dessen Einfluss auf Trumps Bild über die Ukraine. Volker hatte Giuliani ein Treffen mit einem nahen Berater Selenskyjs verschafft. Außerdem übergab Volker dem Kongress Textnachrichten zwischen ihm und den Diplomaten Gordon Sondland und Bill Taylor sowie mit ukrainischen Beamten und Giuliani, die am selben Tag von den leitenden Ausschüssen veröffentlicht wurden. Sie sollten zeigen, dass Volker und Sondland aktiv daran beteiligt gewesen seien, Trumps Ziel einer ukrainischen Ermittlung weiter voranzubringen, während Taylor die Zurückhaltung von Militärhilfen für dieses Ziel als „verrückt“ bezeichnete. Volker und Sondland sollen einen Text vorbereitet haben, den Selenskyj zur öffentlichen Verkündung der Ermittlung verlesen sollte. Volker kehrte am 16. Oktober vor den Kongress zurück, um seine Aussagen noch einmal durchzusprechen. Kurt Volker revidierte seine Aussagen der nicht-öffentlichen Anhörung, bei der er gesagt hatte, er habe keine Anzeichen gesehen, dass der Präsident ein Treffen mit Selenskyj im Weißen Haus oder die Militärhilfen abhängig von Ermittlungen gemacht habe. Nun sagte er aus, er habe eine neue Sichtweise, weil er viele Dinge erfahren habe, die er zur Zeit der fraglichen Ereignisse noch nicht wusste. Tim Morrison wurde über ein Gespräch zwischen Gordon Sondland und Andrij Jermak, dem Assistenten des ukrainischen Präsidenten, das am 1. September stattgefunden hatte, befragt; seine Antwort, Sondland habe Jermak gesagt, dass der ukrainische Generalstaatsanwalt eine Erklärung bezüglich der Ermittlungen abgeben müsse als Bedingung, damit die Militärhilfen freigegeben werden, wird als Bestätigung des Quid pro quo interpretiert, auch wenn Morrison diese Bezeichnung dafür nicht benutzt hat.
Aus seiner Ehe mit Karen Volker gingen zwei Töchter hervor.